# マリアノ・プエルタ
マリアノ・ルベン・プエルタ（Mariano Rubén Puerta, 1978年9月19日 - ）は、アルゼンチン・ブエノスアイレス出身の男子プロテニス選手。2005年全仏オープン男子シングルス準優勝者。身長180cm、体重78kg。男子テニスツアーでシングルス3勝、ダブルス3勝を挙げた。

## 選手経歴
5歳からテニスを始め、1998年にプロ入り。それから7年間は4大大会では3度の2回戦進出が自己最高成績だった。2005年全仏オープン男子シングルスではノーシードから決勝に勝ち上がった。決勝で当時19歳になったばかりのラファエル・ナダルと対戦（ちなみに左利き対決である）。プエルタはナダルから第1セットを奪ったが、続く3セットを落として、7-6, 3-6, 1-6, 5-7で敗れて準優勝に終わった。
ところが、全仏決勝後の検査で、彼が禁止薬物である興奮剤の「エチレフリン」に陽性反応を示したことが明るみに出てしまう。プエルタは2003年にも、ドーピング違反で9ヶ月の出場停止処分を受けたことがあった。12月21日、国際テニス連盟（ITF）はプエルタに対して「出場資格停止8年」の処分を発表した。この処分は決勝戦のあった6月5日にさかのぼって有効となり、全仏オープン準優勝で獲得したポイントと賞金を含め、それ以後のランキング・ポイントと獲得賞金がすべて没収されることになった。
1年後の2006年、スポーツ仲裁裁判所がプエルタの出場停止処分を当初の「8年」から「2年」に軽減することを決定した。処分が明けた2007年6月から現役復帰を果たし、チャレンジャー大会を中心に転戦していたが、2009年11月のペルーの大会を最後に試合から遠ざかっている。

## ATPツアー決勝進出結果

### シングルス: 10回 (3勝7敗)
| 大会グレード                                  |
| グランドスラム (0-1)                          |
| テニス・マスターズ・カップ (0-0)              |
| ATPマスターズシリーズ (0-0)                   |
| ATPインターナショナルシリーズ・ゴールド (0-1) |
| ATPインターナショナルシリーズ (3–5)           |

| サーフェス別タイトル |
| ハード (0–0)         |
| クレー (3-7)         |
| 芝 (0-0)             |
| カーペット (0-0)     |

| 結果   | No. | 決勝日        | 大会             | サーフェス | 対戦相手                   | スコア                |
| ------ | --- | ------------- | ---------------- | ---------- | -------------------------- | --------------------- |
| 準優勝 | 1.  | 1998年8月10日 | サンマリノ       | クレー     | ドミニク・フルバティ       | 2–6, 5–7              |
| 優勝   | 1.  | 1998年10月1日 | パレルモ         | クレー     | フランコ・スキラーリ       | 6–3, 6–2              |
| 準優勝 | 2.  | 2000年2月21日 | メキシコシティ   | クレー     | フアン・イグナシオ・チェラ | 4–6, 6–7(4)           |
| 準優勝 | 3.  | 2000年2月28日 | サンティアゴ     | クレー     | グスタボ・クエルテン       | 6-7(3), 3-6           |
| 優勝   | 2.  | 2000年3月6日  | ボゴタ           | クレー     | ユーネス・エル・アイナウイ | 6–4, 7–6              |
| 準優勝 | 4.  | 2000年7月17日 | グシュタード     | クレー     | アレックス・コレチャ       | 1-6, 3-6              |
| 準優勝 | 5.  | 2000年7月17日 | ウマグ           | クレー     | マルセロ・リオス           | 6-7, 6-4, 3-6         |
| 準優勝 | 6.  | 2005年2月7日  | ブエノスアイレス | クレー     | ガストン・ガウディオ       | 4–6, 4–6              |
| 優勝   | 3.  | 2005年4月4日  | カサブランカ     | クレー     | フアン・モナコ             | 6–4, 6–1              |
| 準優勝 | 7.  | 2005年6月5日  | 全仏オープン     | クレー     | ラファエル・ナダル         | 7–6(6), 3–6, 1–6, 5–7 |

### ダブルス: 3回 (3勝0敗)
| 結果 | No. | 決勝日        | 大会       | サーフェス | パートナー             | 対戦相手                                          | スコア        |
| ---- | --- | ------------- | ---------- | ---------- | ---------------------- | ------------------------------------------------- | ------------- |
| 優勝 | 1.  | 1998年11月2日 | ボゴタ     | クレー     | ディエゴ・デル・リオ   | エリック・タイノ ガーボル・ケヴェシュ             | 6-7, 6-3, 6-2 |
| 優勝 | 2.  | 1999年4月26日 | ミュンヘン | クレー     | ダニエル・オルサニッチ | マッシモ・ベルトリーニ クリスティアン・ブランディ | 7-6, 3-6, 7-6 |
| 優勝 | 3.  | 1999年7月26日 | ウマグ     | クレー     | ハビエル・サンチェス   | マッシモ・ベルトリーニ クリスティアン・ブランディ | 3-6, 6-2, 6-3 |

## 4大大会シングルス成績
略語の説明
| W | F | SF | QF | #R | RR | Q# | LQ | A | Z# | PO | G | S | B | NMS | P | NH |

W=優勝, F=準優勝, SF=ベスト4, QF=ベスト8, #R=#回戦敗退, RR=ラウンドロビン敗退, Q#=予選#回戦敗退, LQ=予選敗退, A=大会不参加, Z#=デビスカップ/BJKカップ地域ゾーン, PO=デビスカップ/BJKカッププレーオフ, G=オリンピック金メダル, S=オリンピック銀メダル, B=オリンピック銅メダル, NMS=マスターズシリーズから降格, P=開催延期, NH=開催なし.
| 大会           | 1998 | 1999 | 2000 | 2001 | 2002 | 2003 | 2004 | 2005 | 通算成績 |
| -------------- | ---- | ---- | ---- | ---- | ---- | ---- | ---- | ---- | -------- |
| 全豪オープン   | A    | 2R   | 1R   | A    | A    | 1R   | A    | A    | 1–3      |
| 全仏オープン   | LQ   | 2R   | 3R   | 2R   | 2R   | 2R   | A    | F    | 12–6     |
| ウィンブルドン | 1R   | A    | A    | 1R   | A    | 1R   | A    | 1R   | 0–4      |
| 全米オープン   | 1R   | 2R   | 1R   | A    | A    | 1R   | A    | 2R   | 2–5      |